# DjVuReader
DjVuReader (DjVu Reader) — програма для перегляду файлів у форматі DjVu. Розповсюджується безкоштовно, не має інсталятора (портативна програма). Програма підтримує дві мови: російську та англійську.

## Особливості програми
- працює лише в операційній системі Windows;
- можливість перегляду кожного нового документу в новому вікні;
- можливість створювати примітки та закладки на сторінках;
- можливість скопіювати частину тексту в буфер обміну;
- дозволяє користуватися розширеними можливостями друку;
- наявність повноекранного режиму;
- можливість зберегти сторінку в форматах зображень jpg, gif, tiff, png;
- обертання сторінок на 90°;
- регулювання яскравості, контрасту та кольорового насичення сторінок файлу;
- перегортання сторінок за допомогою миші або клавіатури[2].

## Переваги та недоліки
Головні переваги програми — малий розмір та відсутність інсталятора, простий дизайн. Головний недолік — вік програми. Програма припинила оновлення версій з 2005 року.